# جیمی کسیدی
جیمی کسیدی (انگلیسی: Jamie Cassidy؛ زادهٔ ۲۱ نوامبر ۱۹۷۷) بازیکن فوتبال اهل بریتانیا است.
از باشگاه‌هایی که در آن بازی کرده‌است می‌توان به باشگاه فوتبال لیورپول، باشگاه فوتبال بارسکو، باشگاه فوتبال نورتویچ ویکتوریا، و باشگاه فوتبال کمبریج یونایتد اشاره کرد.